# Leonardo Santamaría Gaitán
Leonardo Santamaría Gaitán (Barranquilla, Colombia; 1964-Bogotá, 19 de mayo de 2017) fue un oficial naval colombiano, almirante de la Armada de la República de Colombia y comandante de esa institución.

## Biografía
En 1977 ingresó a la Escuela Naval de Cadetes “Almirante Padilla”,
y se graduó como teniente de corbeta el 1 de junio de 1981. Se desempeñó en varios cargos como Jefe de Operaciones Navales,
Fue comandante de la Fuerza Naval del Caribe, Agregado Naval ante el Reino Unido y representante Permanente de Colombia ante la Organización Marítima Internacional (OMI). También representó a Colombia ante la Organización Hidrográfica Internacional (OHI). 
En 2015 fue nombrado comandante de la Armada Nacional, cargo que ostentó hasta su fallecimiento el 19 de mayo de 2017 en Bogotá a los 53 años debido a un infarto.